# Megaphrynium velutinum
Megaphrynium velutinum är en strimbladsväxtart som först beskrevs av Karl Moritz Schumann, och fick sitt nu gällande namn av Jean Koechlin. Megaphrynium velutinum ingår i släktet Megaphrynium och familjen strimbladsväxter. Inga underarter finns listade.